# 만나봐도 지금은
"만나봐도 지금은"은 1971년 공개된 대한민국의 영화이다.

## 배역
- 김지미
- 김진규
- 안인숙
- 김정훈
- 이예춘
- 박암
- 이낙훈
- 정민
- 김정옥
- 전영주
- 김웅
- 최삼
- 전숙
- 임소영
- 이예성
- 라일
- 추봉
- 지계순
- 임예심